# Czepiga białogrzbieta
Czepiga białogrzbieta (Colius colius) – gatunek średniej wielkości ptaka z rodziny czepig (Coliidae), zamieszkujący zachodnie i centralne regiony Afryki Południowej. Zasięg występowania to ok. 2 210 000 km². Jest ptakiem osiadłym.

## Podgatunki i zasięg występowania
Wyróżniono dwa podgatunki C. colius:
- C. c. damarensis Reichenow, 1899 – Namibia, południowa Botswana oraz zachodnia i północno-zachodnia RPA
- C. c. colius (Linnaeus, 1766) – południowa i środkowa RPA

## Charakterystyka
Wygląd zewnętrznyCały wierzch ciała łącznie z czubkiem, pierś i skrzydła są szare, ogon bardziej niebieski, a dwie zewnętrzne sterówki są brązowe. Brzuch ma kolor biały. Dziób jest jasnoniebieski z czarnym zakończeniem, nogi czerwone.
Rozmiary
- dł. ciała: 34 cm, z czego około połowa to ogon
- masa ciała: 38–64 g

Zachowanie
Żyje w małych grupkach rodzinnych. Przeważnie nie ma znaczenia dla ludzi, ale czasem jest uważana za szkodnika.

## Środowisko
Suche zarośla, półpustynia, fynbosy.

## Pożywienie
Zjada owoce, jagody, liście, kwiaty, nasiona i nektar. Do owoców zjadanych przez nią zalicza się owoce jemioły, kolcowoju oraz brzoskwini, śliwek i moreli. Odżywia się też liśćmi kolcowoju, Melia azedarach i Schinus molle.

## Lęgi
Może wyprowadzać lęgi w każdej porze roku, jeśli warunki są korzystne. Gniazdo wygląda jak miseczka i jest dobrze ukryte w krzewach. Na jego budulec składają się gałązki, liście i trawa. Pisklęta są karmione przez oboje rodziców, a także przez pomocników, zazwyczaj młodych ptaków z poprzedniego lęgu. Może złożyć 1–6, ale zwykle jest 2–4 jaj. Wysiadywanie trwa 11–13 dni. Młode opuszczają gniazdo po 11–20 dniach, stają się niezależne po 3 tygodniach.

## Status
Międzynarodowa Unia Ochrony Przyrody (IUCN) uznaje czepigę białogrzbietą za gatunek najmniejszej troski (LC – least concern) nieprzerwanie od 1988 roku. Liczebność populacji nie została oszacowana, ale ptak ten opisywany jest jako zazwyczaj pospolity lub dość pospolity. Trend liczebności populacji uznawany jest za wzrostowy ze względu na nawadnianie terenów wcześniej suchych oraz tworzenie na nich sadów, ogrodów i pól uprawnych.